# Burgunde Grosse
Burgunde Grosse (* 25. September 1943 in Drahnow-Keil, Landkreis Deutsch Krone, heute Drzonowo Wałeckie, Powiat Wałecki, Polen) ist eine deutsche Politikerin der SPD. Sie war von 2001 bis 2011 sowie von 2013 bis 2016 Mitglied im Berliner Abgeordnetenhaus.

## Leben
Im Anschluss an die Schule in Schöneberg und einer Ausbildung zur Kauffrau im Lette-Verein nahm Grosse ab 1962 eine Tätigkeit als kaufmännische Angestellte bei der Berliner Bank auf. Nach einem Intermezzo als Taxifahrerin und einer achtjährigen Familienpause arbeitete sie ab 1980 in der Kammgarnspinnerei Stöhr GmbH & Co in leitender kaufmännischer Funktion. Von 1980 bis zur Schließung des Betriebes in Berlin 1992 war sie Betriebsrätin, ab 1987 Betriebsratsvorsitzende. Von 1992 bis 1997 war Grosse Kreisvorsitzende des DGB-Kreises Berlin-Nord. Ab 1997 bis kurz vor ihrem Renteneintritt war sie Organisationssekretärin beim DGB-Bezirk Berlin-Brandenburg.

## Politik
Grosse ist seit 1993 Mitglied der SPD. Von 1995 bis 2001 war sie Bezirksverordnete im Bezirk Spandau, ab 1999 als stellvertretende Fraktionsvorsitzende.
Grosse wurde 2001 und 2006 direkt im Wahlkreis Spandau 4 in das Berliner Abgeordnetenhaus gewählt. 2011 verlor sie den Wahlkreis an den Wahlkreiskandidaten der CDU Heiko Melzer, der bereits fünf Jahre zuvor gegen sie angetreten war. Als Mitglied des Abgeordnetenhauses war Grosse arbeitsmarktpolitische Sprecherin der SPD-Fraktion und seit 2006 auch Beisitzerin im Präsidium. Sie gehörte dem linken Flügel (Parlamentarische Linke) der SPD-Fraktion an. Am 6. September 2013 rückte sie über die Spandauer Bezirksliste der SPD für den verstorbenen Thomas Kleineidam nach und zog somit erneut ins Abgeordnetenhaus ein. 2016 schied sie aus dem Parlament aus.